# Adam Melling
Pour les articles homonymes, voir Melling.
Adam Melling est un surfeur professionnel australien né le 19 décembre 1990.

## Biographie
Adam a commencé le surf à l'âge de 5 ans.

## Palmarès
- 2009 O'Neill Classic Scotland, Thurso, Écosse (WQS 6 étoiles prime)